# Venera 2
Venera 2 (Ruski: Венера-2) je sonda iz sovjetskog svemirskog
programa "Venera", upućena prema planetu Veneri.

Venera 2 je prema planetu Veneri lansirana s platforme Tyazheliy Sputnik (65-091B). Sonda je nosila TV sustav i znanstvene instrumente. Sonda je 27. veljače prošla na oko 24,000 km od Venere i ušla u heliocentričnu orbitu. Letjelica je doživjela kvar prije bliskog susreta s Venerom, te nije poslala nikakve podatke.